# Coenosarc

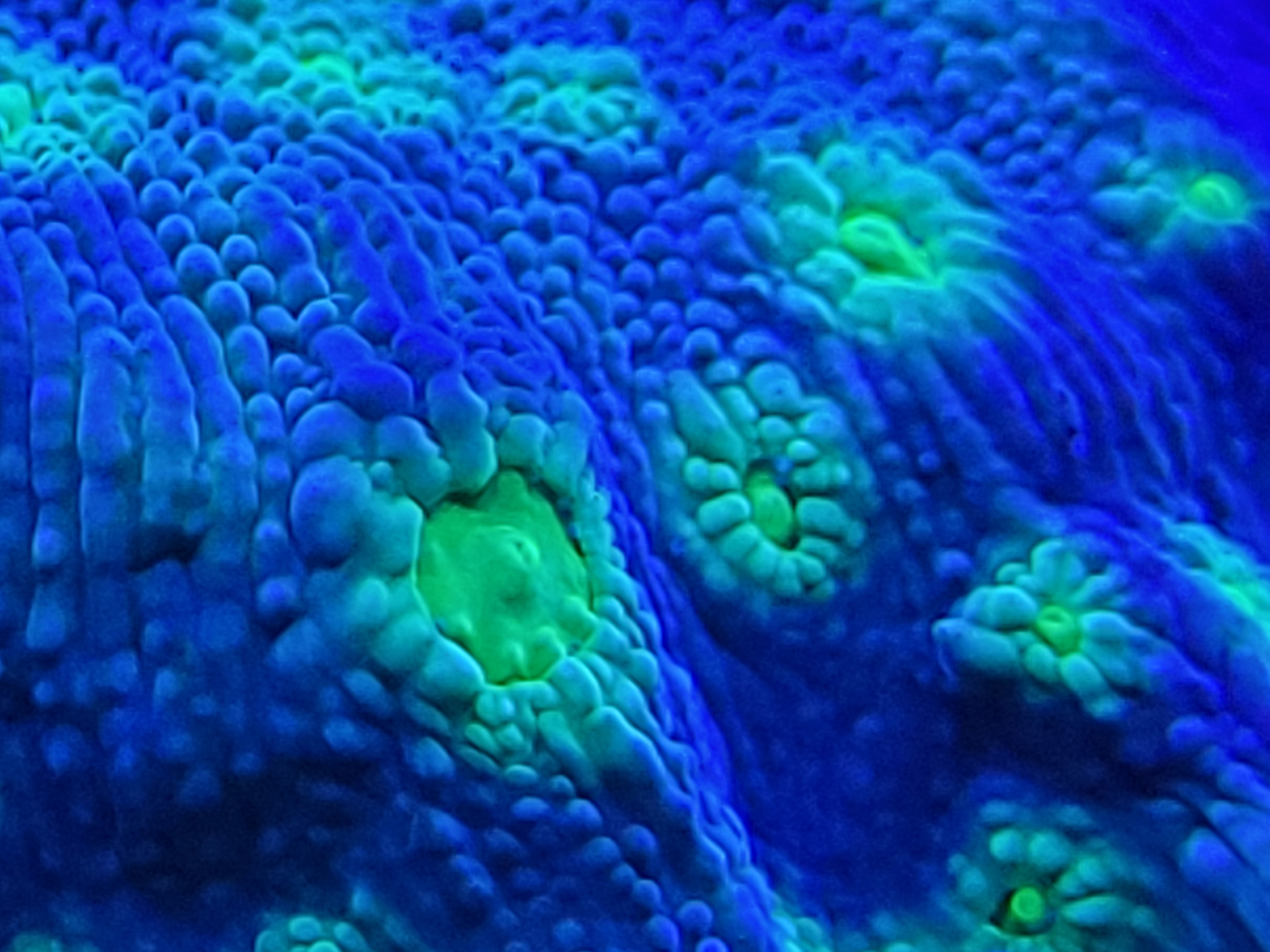
Détail d'un echinopora lamellosa. Le coenosarc est en bleu foncé.

Le coenosarc, aussi appelé coenenchyme, est un tissu mou du polype des scléractiniaires qui recouvre l’extérieur du calice, c’est la couche de tissu vivant recouvrant le coenostéum.